# Xiphias gladius

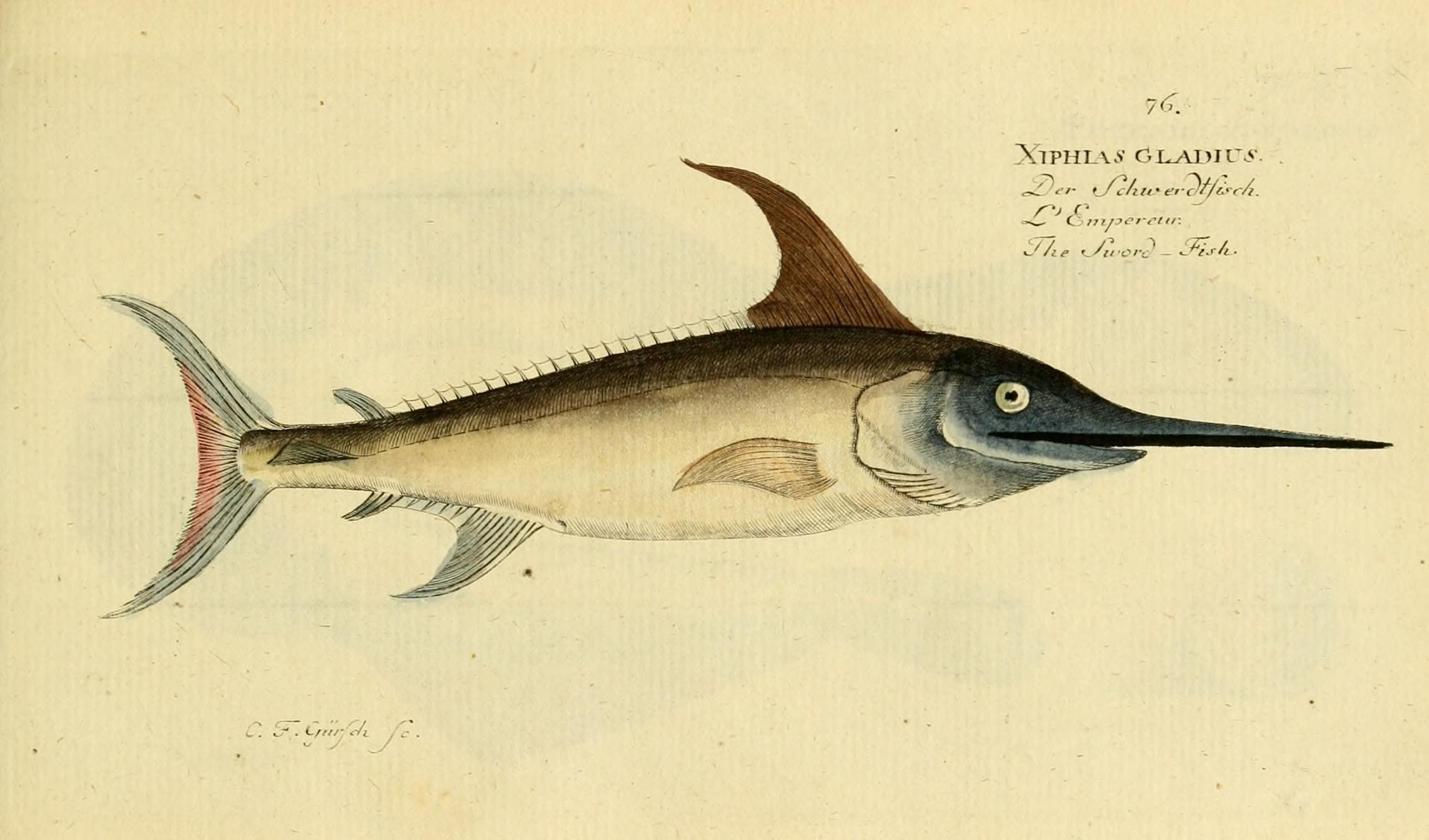
Pez espada en una ilustración de 1796

El pez espada (Xiphias gladius) es una especie de pez actinopterigio perciforme, única especie del género monotípico Xiphias y de la familia Xiphiidae. Son grandes peces predadores altamente migratorios, caracterizados por su pico largo y aplanado, diferente del de sus parientes, los marlines, que es cónico. El pez espada constituye la única especie perteneciente a la familia Xiphiidae, y su pesca es un deporte popular. Son estilizados y tienen la característica de perder todos sus dientes y escamas en su etapa adulta. Alcanzan un tamaño máximo de 4,3 m y un peso de 540 kg. El récord de la International Game Fish Association corresponde a un espécimen de 536 kg capturado en 1953 en Iquique, Chile.
El pez espada es conocido comúnmente como «el gladiador», debido a la forma de su cuerpo y a la similitud de su pico con una espada (gladius en latín), el cual utiliza como arma tanto para atacar a sus presas, como para defenderse de sus depredadores naturales. En ocasiones, también se le denomina «emperador», a pesar de que este nombre se refiere también a una especie muy distinta, Luvarus imperialis. Esta confusión está provocada por la similitud de la carne de los filetes de ambas especies.
El marrajo es una de las pocas especies marinas lo suficientemente grande y rápida como para atrapar y matar un pez espada adulto, aunque eso suponga un gran peligro para el marrajo; se han encontrado marrajos muertos o moribundos con picos mutilados de pez espada clavados en sus cráneos. Los jóvenes son mucho más vulnerables a la depredación por parte de otros peces pelágicos de mayor tamaño.

## Etimología
El nombre genérico Xiphias deriva del griego ξιφίας (xiphias, ‘pez espada’), que a su vez proviene de ξίφος (xiphos, ‘espada’). El epíteto específico gladius deriva del latín que significa ‘espada’.

## Características

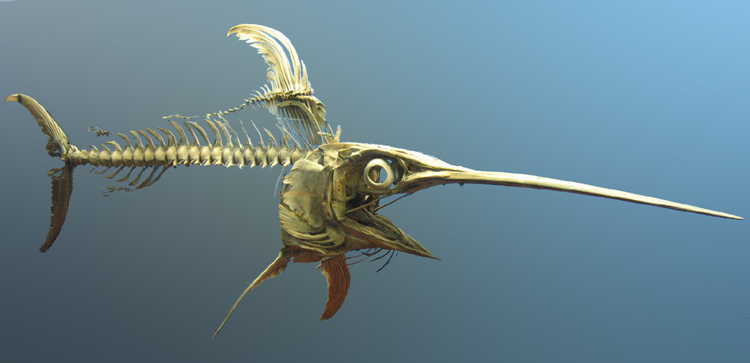
Esqueleto de un pez espada en el Museo Nacional de Historia Natural de la Institución Smithsoniana.

Las hembras son más grandes que los machos, los cuales rara vez superan los 135 kg (300 libras). Según estudios llevados a cabo en el Pacífico noroccidental, las hembras maduran a los 4 o 5 años de edad, mientras que los machos a los 3 o 4 años.
El pez espada es homeotermo, lo cual le permite mantener una temperatura 10 o 15 °C superior a la del agua en la que se mueve. El calentamiento de los ojos mejora la visión, y subsecuentemente aumenta las posibilidades de atrapar una presa. De las más de 25 000 especies de peces óseos, solo se conocen unas 22 aproximadamente que tienen la capacidad de mantener la temperatura de su cuerpo por encima de la temperatura del agua, entre las que se encuentran también los marlines, atunes y algunas especies de tiburones (familias Lamnidae y Alopidae).

## Distribución y hábitat
Los peces espada están distribuidos alrededor del mundo en aguas tropicales, subtropicales y templadas, entre los 45° norte y los 45° sur aproximadamente. Tienden a concentrarse donde se encuentran corrientes marinas importantes. Habitan en aguas superficiales donde la temperatura supera los 15 °C, pero también pueden nadar y cazar en aguas de alrededor de 5 °C por cortos períodos debido a órganos especiales que calientan sus ojos y cerebro. Se sabe que los peces espada suelen mantenerse en aguas más profundas durante el día, mientras que a la noche ascienden a zonas más superficiales.
Las áreas de aparentemente mayor abundancia son el norte de Hawái, a lo largo de la zona de transición del Pacífico norte y sur (Perú y Chile), las costas orientales de Estados Unidos y México; y el oeste del Pacífico, principalmente el este de Japón. No se sabe demasiado sobre la migración de esta especie, pero estudios de captura y liberación indican un movimiento general hacia el este, desde el norte de Hawái y el Pacífico central hacia la costa oeste de Estados Unidos.

## Ecología

### Alimentación
La alimentación de los adultos incluye peces pelágicos como el atún, barracuda, pez volador, verdel, etc. También comen calamares cuando estos están disponibles.

### Reproducción y desarrollo

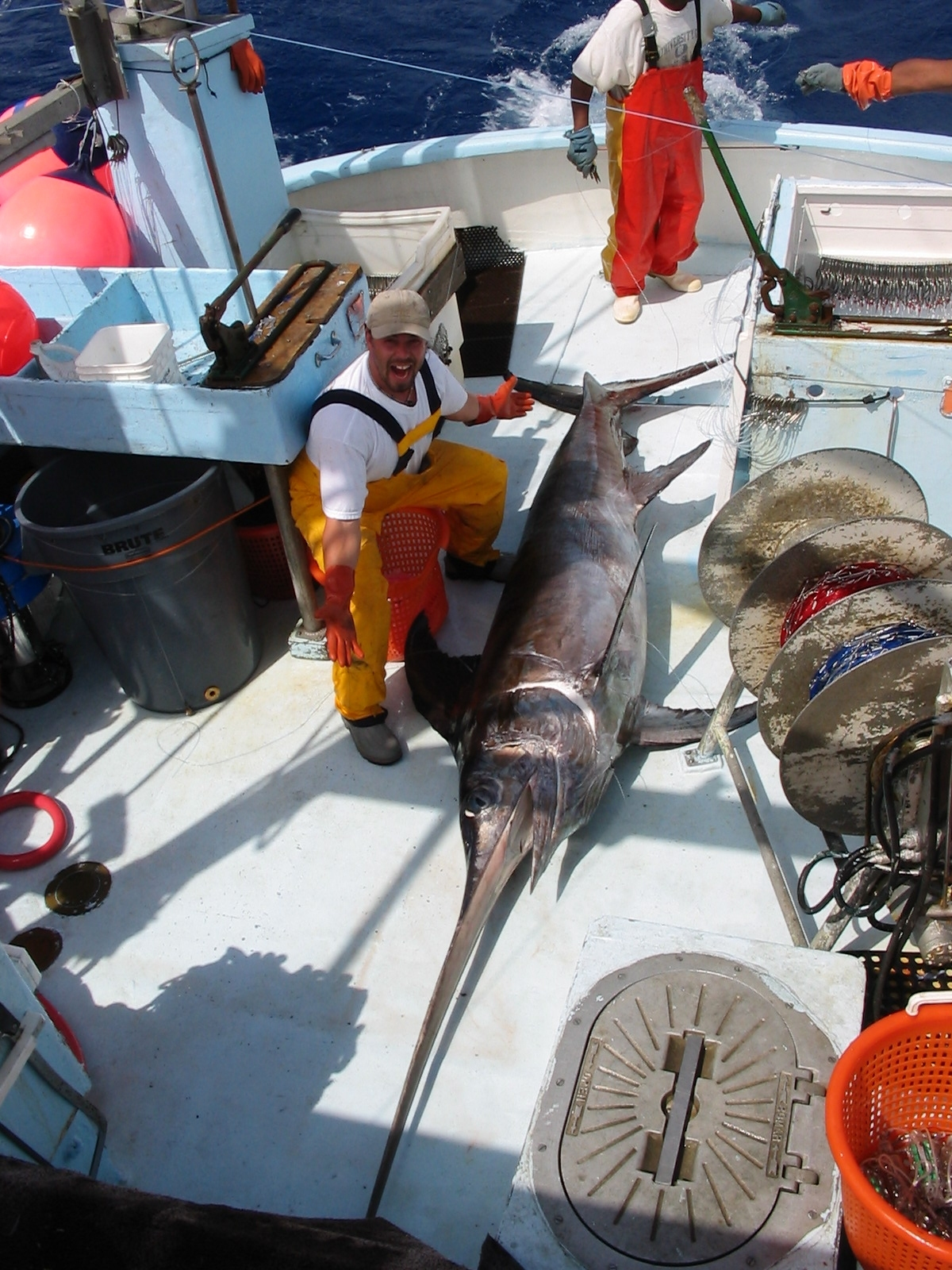
Pez espada

Las estimaciones varían considerablemente, pero es posible que las hembras carguen entre 1 y 29 millones de huevos en sus gónadas. Los machos y las hembras forman parejas durante la época de apareamiento. El desove se lleva a cabo durante todo el año en el Mar Caribe, Golfo de México, costas de Florida y en otras zonas de aguas cálidas ecuatoriales, mientras que en zonas más frescas solo ocurre en primavera y verano. El sitio de desove más conocido es el Mediterráneo fuera de las costas de Italia, donde la época de puesta de huevos se extiende desde julio hasta agosto, cuando los machos son frecuentemente vistos persiguiendo hembras. Se ha observado a peces espada desovando en el océano Atlántico, en profundidades superiores a los 75 m. En el Pacífico norte, el desove suele ocurrir en aguas de más de 24 °C desde marzo a julio, y todo el año en el Pacífico ecuatorial.
Los huevos miden entre 1,6 y 1,8 mm de diámetro. El desarrollo embrionario termina dos días y medio después de la fertilización. Al ser el único miembro de su familia, la larva del pez espada tiene un aspecto único. Al salir del huevo mide unos 4 mm de longitud y vive cerca de la superficie. En esta etapa, su cuerpo casi no tiene pigmento. A medida que la larva crece, su cuerpo se afina y estiliza, y al alcanzar los 12 mm, el pico está notablemente desarrollado, en comparación al todavía diminuto tamaño del animal, siendo la parte superior y la inferior de aquel de igual tamaño. La aleta dorsal se desarrolla luego. A medida que el crecimiento continúa, la parte superior del pico crece proporcionalmente más rápido que la inferior, pudiéndose notar la característica longitud y prominencia de la parte superior. Los especímenes de más de 23 cm aproximadamente, poseen una aleta dorsal que se extiende por todo el largo del cuerpo. En una etapa de crecimiento más avanzada, la aleta dorsal desarrolla un único lóbulo. Cuando el pez alcanza unos 52 cm (20 pulgadas), la segunda aleta dorsal ya se ha desarrollado.

### Depredadores
El pez espada completamente adulto tiene pocos depredadores naturales. Entre los mamíferos marinos, las orcas a veces se alimentan de peces espada adultos. El marrajo dientuso, una especie de tiburón excepcionalmente rápida, a veces se enfrenta al pez espada; Se han encontrado marrajos muertos o moribundos con espadas rotas en la cabeza, lo que revela el peligro de este tipo de presa. El pez espada juvenil es mucho más vulnerable a la depredación y es devorado por una amplia gama de peces depredadores.

### Parásitos
Se han documentado casi 50 especies de parásitos en el pez espada. Además de las rémoras, las lampreas y los tiburones cortadores de galletas (Isistius brasiliensis), también incluye una amplia gama de invertebrados, como tenias (Taenia), lombrices intestinales (Nematoda), mixozoos (Myxozoa) y copépodos (Copepoda). Una comparación de los parásitos del pez espada en el Atlántico y el Mediterráneo indicó que algunos parásitos, particularmente larvas de Anisakis spp. identificadas mediante marcadores genéticos podrían utilizarse como etiquetas biológicas y respaldar la existencia de una población específica de pez espada en el Mediterráneo.

## Amenazas

### Pesca

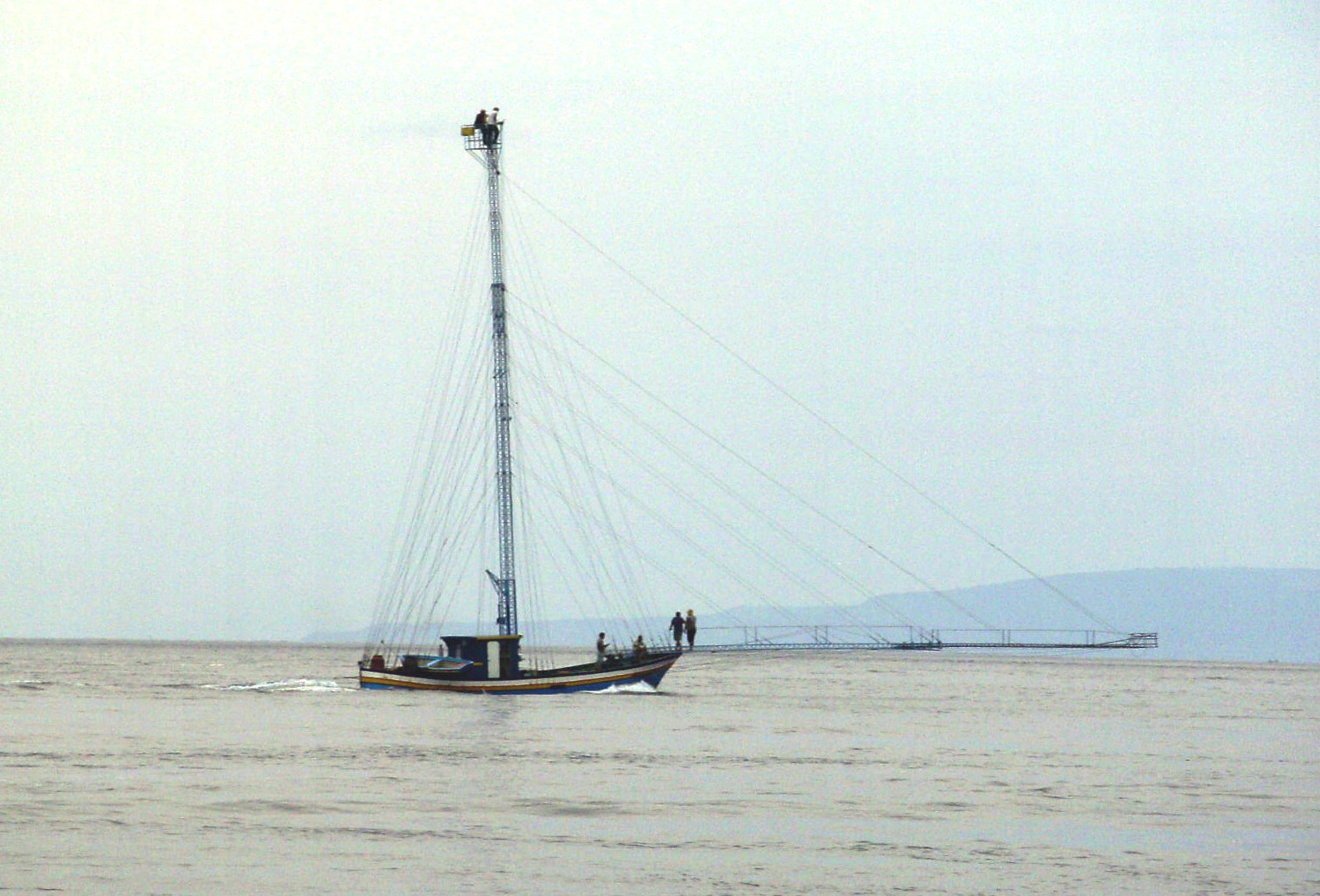
Faluca utilizada en el estrecho de Messina para capturar pez espada.

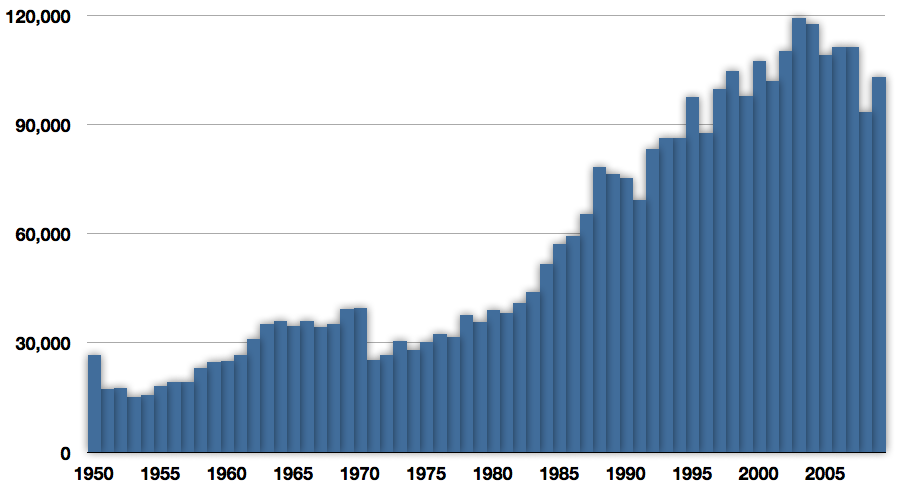
Gráfica de capturas mundiales de pez espada en toneladas comunicadas por la FAO, 1950-2009

La pesca humana intensiva puede estar llevando a los peces espada y tiburones a una competencia más dura por cantidades reducidas de presas. La pesca humana es un importante depredador del pez espada. La captura anual declarada en 2019 del pez espada del Atlántico norte ascendió a un total de 1,3 millones de kilogramos (2,9 millones de libras).
El pez espada se capturaba mediante diversos métodos a pequeña escala (en particular, la pesca con arpón) hasta la expansión mundial de la pesca con palangre. Se pescan ampliamente desde la antigüedad en lugares como el Estrecho de Messina, donde todavía se pescan con tradicionales embarcaciones de madera llamadas falucas y forman parte de la cultura gastronómica de esa zona.
Los peces espada son luchadores vigorosos y poderosos. Aunque no se han reportado ataques no provocados a humanos, el pez espada puede ser muy peligroso cuando se lo arponea. Ejemplares heridos han atravesado sus espadas a través de las tablas de pequeñas embarcaciones. En 2015, un pescador hawaiano fue matado por un pez espada después de intentar arponear al animal.
Se utilizan varias formas de pescar pez espada, pero el método más común es la pesca a gran profundidad, ya que el pez espada pasa la mayor parte de las horas del día a gran profundidad, en la capa de dispersión profunda. Se deja que el barco vaya a la deriva para presentar un cebo más natural. La pesca del pez espada requiere cañas y carretes fuertes, ya que el pez espada puede llegar a ser bastante grande, y es común usar 2,5 kg (5 lb) o más de peso para conseguir que los cebos lleguen a una profundidad suficiente durante el día, hasta 460 m (1500 pies). Los cebos de pesca nocturna generalmente se pescan a mucha menos profundidad, a menudo a menos de 90 m (300 pies; 50 brazas). Los cebos estándar son caballa, arenque, salmonete, bonito o calamar enteros; También se puede utilizar cebo vivo. También se pueden utilizar calamares de imitación y otros señuelos de peces de imitación, y los señuelos especializados fabricados específicamente para la pesca con espada a menudo tienen luces luminosas o que funcionan con baterías. Incluso los cebos suelen presentarse utilizando barras luminosas o luces especializadas que funcionan con baterías a prueba de aguas profundas.

### Contaminación por mercurio
Los peces espada han sido identificados como una de las especies comerciales que contienen mayor nivel de mercurio en su carne. El mercurio es un metal pesado tóxico que se acumula en los tejidos de los seres vivos en forma de metilmercurio, altamente persistente y difícil de eliminar. Por esto pasa a través de la cadena alimenticia de especie en especie acumulándose en mayor cantidad en aquellas que son predadoras las cuales acumulan el mercurio que previamente ingirieron sus presas a lo largo de su vida.
Así el consumo humano de predadores de gran tamaño como los peces espada, los tiburones o ciertas especies de atún puede inducir envenenamiento por mercurio, ya que contienen en sus tejidos niveles considerables de metilmercurio, que es muy tóxico para los riñones, el sistema cardiovascular y sobre todo para el sistema nervioso, por lo que se aconseja que se limite el consumo de estas especies sobre todo a niños y a mujeres embarazadas por posible daño al sistema nervioso en formación del feto.
La Agencia Española de Seguridad Alimentaria y Nutrición (Aesan) en 2019 endureció las recomendaciones sobre consumo de pescados con alto contenido en mercurio elevando desde los tres a los 10 años de edad el inicio de consumo de peces depredadores de mayor tamaño y longevos (por ejemplo: pez espada o emperador, atún rojo, tiburón y lucio) y que las mujeres embarazadas, las que están planificando estarlo o las madres lactantes eviten su ingestión.

## Relación con los humanos

### Ataques e incidentes
En 2007, un pescador murió tras ser atacado por un pez espada que le atravesó el ojo y su pico penetró en su cráneo.
En 2024, Giulia Manfrini, una surfista italiana, murió en un raro incidente después de ser golpeada por un pez espada mientras surfeaba en la costa de Sumatra Occidental.

### En la cultura
- La película de 2000 La tormenta perfecta, protagonizada por George Clooney, trata esencialmente sobre el trabajo y la dura vida cotidiana de los pescadores que capturan peces espada.
- En la franquicia de videojuegos Donkey Kong Country, uno de los animales ayudantes de Donkey Kong y Diddy Kong es un pez espada llamado Enguarde.